# Square dance (dansa)

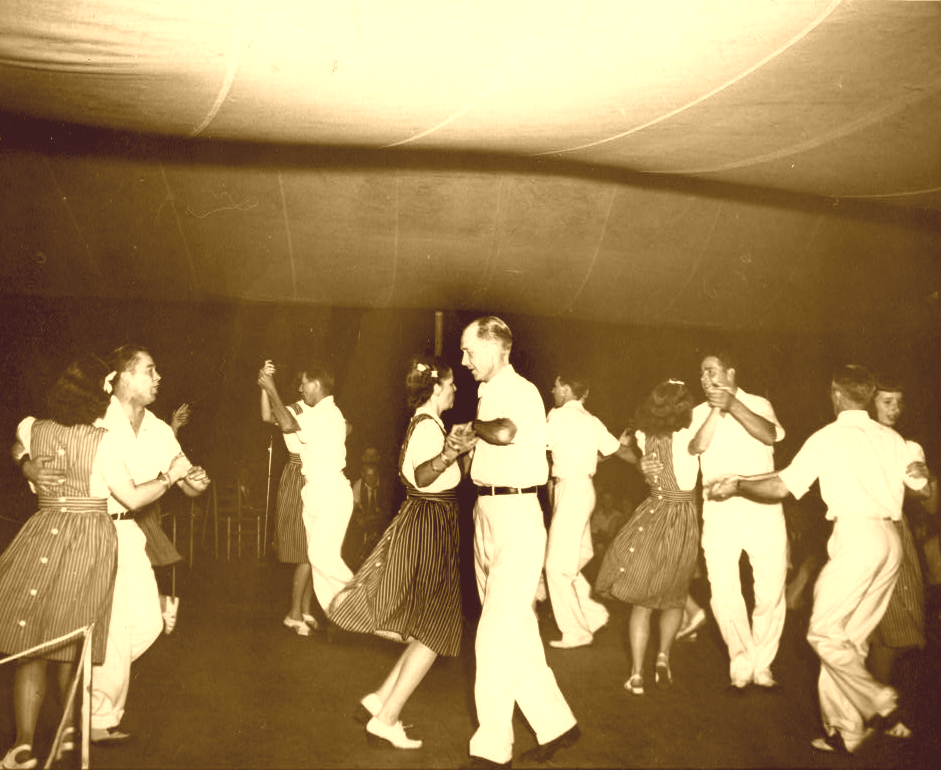
Bent Creek Ranch Square Dance Team ballant al Mountain Music Festival, Asheville, Carolina del Nord.

L'square dance és un ball per a quatre parelles (vuit ballarins en total) organitzades en un quadrat, amb una parella a cada banda, que avança cap al mig del quadrat. La primera vegada que es va parlar d'square dance va ser a Anglaterra al s. XVI, però també era un ball comú a França i arreu d'Europa. Va arribar a Amèrica del Nord a través dels colons europeus i va experimentar un desenvolupament considerable. En alguns països i regions, a través de la preservació i repetició, l'square dance ha assolit el nivell de dansa folklòrica. Aquest ball americà és el més conegut al món, possiblement per la seva associació romàntica a la imatge del cowboy. L'square dance està, per tant, fortament associat amb els Estats Units, on dinou estats l'han designat com a ball estatal oficial.
Els diversos moviments d'aquest ball es basen en les passes o figures de la dansa tradicional i de les danses socials de diversos països. Alguns d'ells inclouen el pas anglès de ball, caledonians i la quadrilla.
En moltes formes d'aquest ball, els ballarins es guien a través d'una sèrie de passos (coreografia) marcats per un locutor (caller) de dansa (de vegades, amb fraseig). En alguns tipus d'aquesta dansa, el locutor pot ser un dels ballarins o músics, però en els més moderns, està en escena, sense ballar, parant tota l'atenció a dirigir els ballarins. Els balls moderns no es basen en rutines completes, sinó en moviments bàsics, cadascú amb la seva pròpia crida, però sense saber en quin ordre es donarà.
El ressorgiment del folk americà a Nova York, cap a 1915, va tenir arrels en l'square dance de la dècada anterior, que va fer sorgir músics com Pete Seeger.

## Tipus principals
Pel que fa a la terminologia, als Estats Units, en general, les persones van als "square dances" i ballen "square dancing". A Anglaterra, Irlanda i Escòcia, les persones van a totes les classes de balls que siguin "square", tot i que no els anomenin així. La majoria dels balls d'aquests esdeveniments són de conjunts de quatre (dues parelles amb els homes diagonalment oposats cadascú altre, com els parells de costat en un quadrat), tres o quatre parelles disposades en cercle.
Per contra, les persones que no estan familiaritzades amb els diferents passos del ball poden provar la versió més senzilla, "barn dance" (dansa a la pallissa), on s'usen diferents formacions de dansa. És possible anar a algun d'aquests "square dances" i no a una plaça real al vespre.

### Estats Units i Canadà

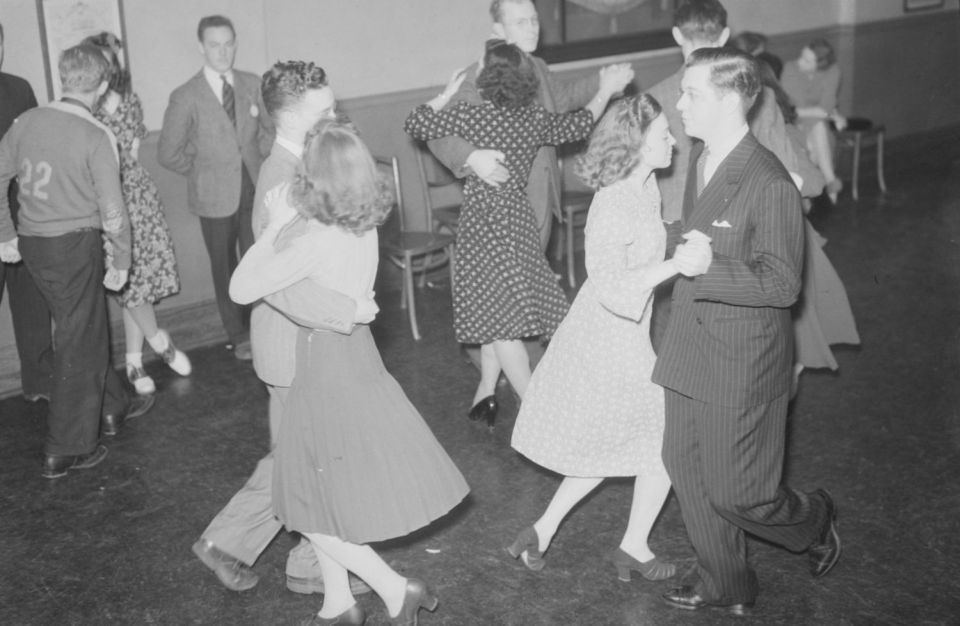
Square dance a Montreal, Quebec el 1941

- Square dance tradicional, que també s'anomena "old time square dance". L'square dance tradicional és estandarditzat i pot ser subdividit en estils regionals. Els estils Nova Anglaterra i Appalachia són els més ben documentats; tots dos han sobreviscut al temps i han arribat al present. Hi ha molts altres estils; alguns han sobreviscut o els han fet reviure en aquests darrers anys, i alguns altres no. L'square dance es presenta en alternança amb tradicional és sovint presentat dins alternança a les contradanses (particularment dins grups de ressorgiment) o amb alguna forma de dansa lliure. Un avantpassat de l'estil Nova Anglaterra és la quadrilla, on els locutors es referien, de vegades, als squares, com a "quadrilles." Als llocs on aquest ball ha reviscut, s'ha ampliat amb noves coreografies.
- Square dance occidental modern (MWSD), anomenat també "Western square dance", "square dance contemporani", o "square dance modern". És una evolució del ball tradicional sorgit entre els ans 1940 a 1960. Va ser promoguda als anys 1930 per Lloyd Shaw, qui va demanar descripcions als locutors de ball a través del país per tal de conservar aquella forma de ball i fer-lo disponible a altres locutors i mestres. Des de 1970 aquest ball ha estat promogut i estandarditzat per Callerlab, la "International Association of Square Dance Callers". De vegades es presenta en alternança amb "round dances" (balls en rodones). Aquesta forma moderna de square dance es practica al voltant de trenta països. Així com els EUA i Canadà, això inclou el Regne Unit, Austràlia, Bèlgica, França, Alemanya, Dinamarca, Suècia, Noruega, Finlàndia, Suïssa, el Països Baixos, Austràlia, Xina, Japó i Rússia. A Europa, la majoria de clubs d'square dance són a Alemanya i el Regne Unit. L'etapa inicial assolida per tots els ballarins s'anomena "mainstream". Aquest programa consisteix en una llista bàsica d'aproximadament 70 moviments que és revisada periòdicament. Per aquesta estandardització, és possible per qualsevol amb la formació apropiada gaudir d'aquesta dansa moderna; tot i que la lliçó es fa en la llengua local, les crides del ball són sempre en anglès.Appalachian Modern Square Dance Modern

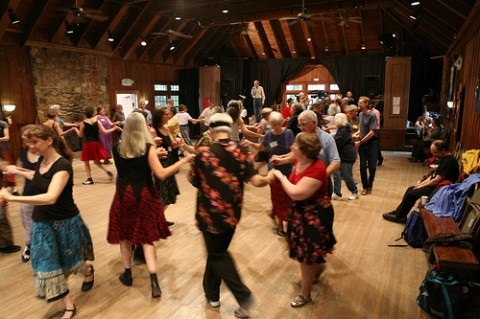
Appalachian Modern Square Dance Modern

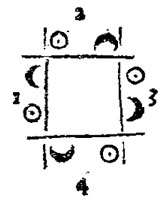
Esquema de square dance de The Dancing Master (publicat ca. 1650-1720)

### Anglaterra
- Playford: John Playford va publicar The English Dancing Master cap el 1651. Vuit dels 105 balls són square dance, molts conceptes expositius encara els utilitzem avui, com ara els caps que realitzen una acció i després els laterals que repeteixen la mateixa acció. Tres dels balls, com "Dull Sir John", de fet dit "A Square Dance for Eight thus" (vegeu l'esquema a la dreta). Alguns d'aquests balls com "Newcastle", original per a vuit, és encara molt popular avui, i els balls nous incomptables han estat escrits en el estil Playford, o ball a l'estil anglès (ECD) conegut als Estats Units.
- Folk Ball /Barn ball: A les danses folklòriques o al país, es realitza una àmplia varietat de balls, molts dels quals són square dance: balls estil Playford; els balls van derivar de la quadrilla, per exemple "La Russe" publicat per H.D. Willock al "Manual of Dancing" (c.1847); danses folklòriques regionals i tradicionals com el "Goathland Plaça Vuit" i el "Cumberland Plaça Vuit"; square dance americans tradicionals; més square dances nous incomptables escrits en els segles XX i XXI.
- Céilidh: els céilidhs sovint inclouen square dance. En els anglesos els mateixos squares es poden fer a les danses folklòriques o les dandes a les pallisses, però amb més passos. El pas a pas inclou els passos de salt, els passos de polca i els rants.

A Gran Bretanya l'square dance està organitzat formalment per clubs afiliats a la British Association of American Square Dance Clubs, que també organitzen l'ensenyament de la dansa moderna occidental a les Callerlab. Llevat que s'indiqui el contrari, una square dance s'executa d'acord amb el pla d'estudis de Callerlab per part d'un interlocutor que és membre de Callerlab o del Callers Club de la Gran Bretanya. El nivell de ball s'indica al material publicitari, per exemple 'Mainstream' o 'Mainstream with Pre-Announced Plus'. Això es descriu completament a l'entrada principal de la plaça de l'oest modern. Cada vegada és més comú veure esdeveniments de dansa de céilidh i barn que s'anuncien com una square dance que pot ser enganyosa.

### Irlanda
- Céilíh: aquests balls cobreixen una gamma ampla de formacions, incloent moltes square dance.
- Irish set dance: square dance amb associacions regionals fortes. Superiors (grau més que els caps) i els costats són més utilitzats. Fent un pas, sovint amb un pas de polca de peus plans és normal.

### Escòcia
- Scottish country dance: els balls escocesos cobreixen una gamma ampla de formacions, incloent molts square dance.

### Internacional
L'square dance modern és practicat a molts països per tot el món.
- L'square dance és típicament "cridada" (dirigit verbalment per un individu, el caller) en anglès per tot el món. Una vegada que una persona aprèn les crides, pot ballar a tot arreu. Tanmateix, com és de suposar, hi ha petites variacions de crides i estil.

## Numeració de parelles

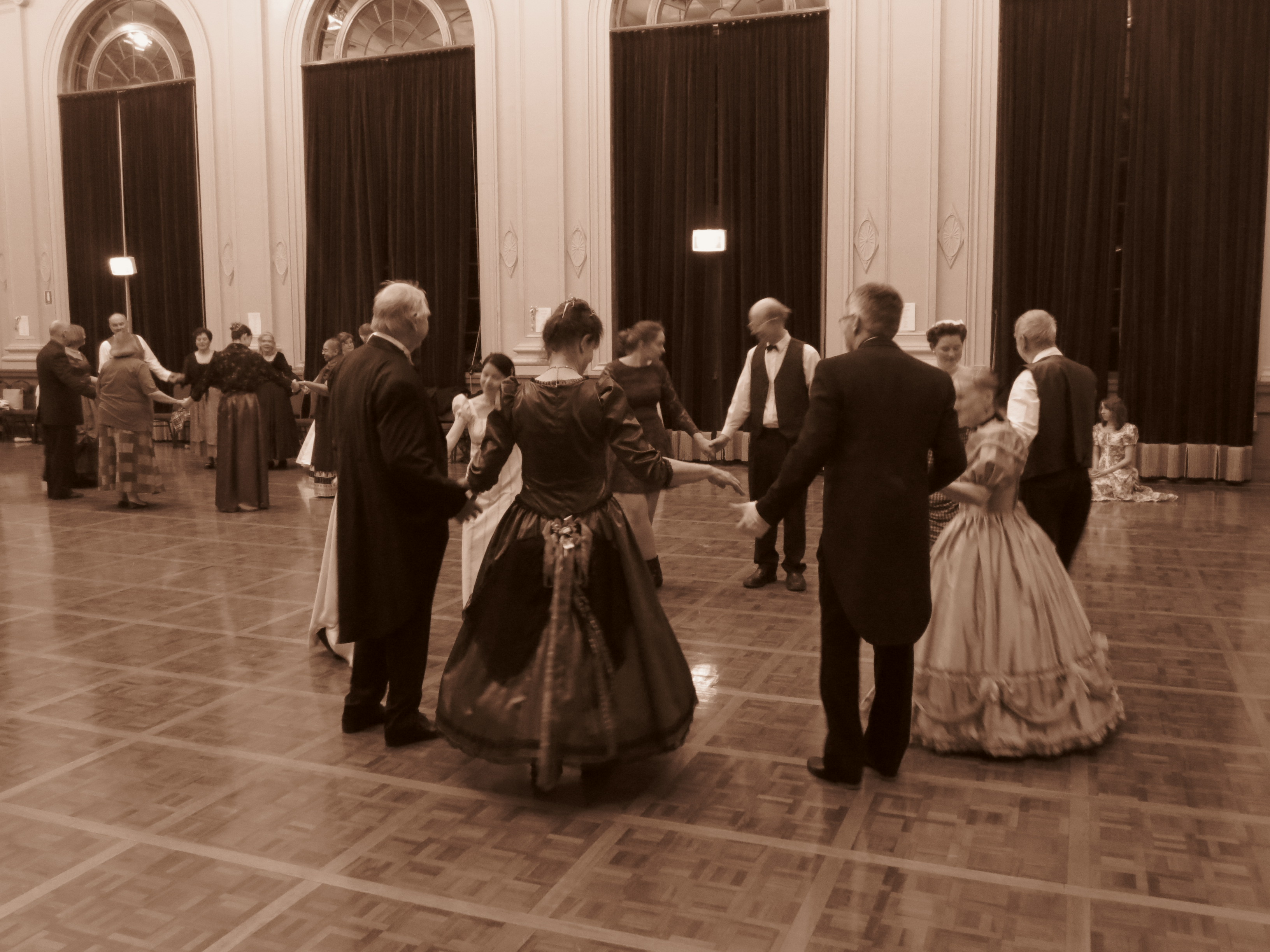
La variació quadrilla implica cinc parelles que ballen a l'Albert Hall, setembre de 2016 a Canberra

La numeració de parella en un conjunt de dansa quadrada sol començar amb la parella més propera al capçal de la sala (el costat de la sala on hi ha els músics i el "caller", o en l'època del precinte, la presència reial o altres hostes o convidats importants). Aquesta parella és la parella "primera" o "número u".
Si la majoria de les figures són ballats entre fer front a parells a través del conjunt, mentre en el segle xix quadrille i els balls van derivar d'ell, el contrari de parell el primer és el "segon parell". El primer i segons parells constitueixen el "cap" o "parells" superiors (o el "cap i parells" de peu); el terç i quarts parells són els "parells" de costat. En el segle xix quadrille, el tercer parell és al primer parell correcte. En balls de conjunt irlandès, el tercer parell (de vegades termed el "primer parell de costat") és a l'esquerra del "primer parell superior" (els parells que fan front a la primera part superior i primer costat són el "segon parell superior" i el "segon parell de costat" respectivament).
Si la majoria de figures són ballades al voltant del conjunt, amb una o més els parelles que visiten els altres dins la volta, les parelles són així mateix numerades al voltant del conjunt. A l'Anglaterra del segle xvii es numeraven en el sentit de les agulles del rellotge. En el present, les parelles són numerades en el sentit contrari de les agulles del rellotge: la segona parella és a la primera parella, la tercera parella està enfront de la primera, i la quarta parella està a l'esquerra de la primera. El primer i el tercer són "parelles principals" o "caps" (o, com en deien abans, els "primers quatre"); el segon i el quart són "parelles laterals" o "bàndols" (abans "quatre laterals" o "segon quatre").

## Comparant crides de l'square dance
En aquest context una "crida" es refereix al nom d'un moviment de ball específic. Alternativament es pot referir a la frase utilitzada per un locutor (caller) per manar als ballarins el moviment especificat, o al propi moviment del ball. Es reflecteix l'ambigüitat de la paraula "ball", que pot significar un esdeveniment de ball, el ball d'un individu al ritme d'una peça de música, o el ball en general.
En moltes comunitats, especialment a Escòcia i Irlanda, s'espera que els ballarins coneguin la dansa i que no hi hagi cap locutor.
Una crida d'square dance pot tenir més o menys tempos d'execució. La majoria de les crides requereixen entre 4 i 32 "recomptes" (on un recompte és aproximadament un pas). En el ball tradicional, el calendari d'una convocatòria està dictat per la tradició; en alguns estils regionals, particularment els de Nova Anglaterra, els moviments de ball estan molt relacionats amb les frases de la música. A la dansa moderna occidental s'han rebut nombroses crides de durada específica, basada en part en l'observació directa de quant triga un ballarí mitjà a executar-les.
L'square dance occidental tradicional i modern té diverses crides en comú, però solen haver-hi petites diferències en la forma en què es realitzen. Per exemple, l'"Allemande Left" es fa tradicionalment agafant les mans esquerres amb l'altre ballarí, s'allunyen lleugerament, i caminen a la meitat d'un eix central i passen endavant. En la dansa occidental moderna, l'adherència es modifica perquè cada ballarí s'apoderi de l'avantbraç de l'altra i no hi hagi cap estirament (és a dir, cada ballarí recolza el seu propi pes). Aquestes modificacions faciliten l'entrada i sortida del moviment i, per tant, és més fàcil d'incorporar a una llarga sèrie de crides.
La dansa tradicional utilitza un nombre relativament petit de crides -entre deu i trenta, depenent de la regió i l'anomenat individual. (Moltes crides d'square dance tradicionals són semblants o idèntiques a les crides de contradansa, que es descriuen en la coreografia). El locutor explica nous moviments de ball.
En l'square dance occidental modern s'espera que els participants són hagin après un esquema particular, un conjunt definit de crides. Ballar-lo és un desafiament constant i sorprenent a causa de la coreografia desconeguda o inesperada del "caller" (allò és, la manera com juga amb les "crides" i les formacions que en resulten)—a diferència del ball tradicional, molt rarament dos balls occidentals moderns s'assemblen. A la tradicional, les equivocacions ocasionades són part de la diversió. Els ballarins són animats per ballar només aquells esquemes que poden arribar a fer, segons el nivell que dominin. Tots els programes són proposats pel Callerlab, l'associació internacional de mestres o caps, el qual també governa la formació de mestres.

## Comparant la música de ball

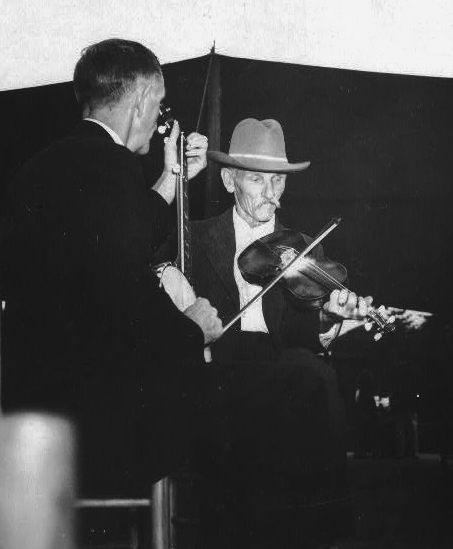
Violinistes que acompanyaven es balls tradicionals.

Els balls irlandesos i escocesos normalment es fan amb cançons tradicionals. Els balls anglesos es poden fer amb les melodies tradicionals, però, especialment als ceilidhs, hi ha una experimentació amb molts estils musicals diferents.
Els dos tipus de ball americà són acompanyats per diferents tipus de música.
L'square dance tradicional gairebé sempre és ballat amb música en directe. Des del segle xix, gran part del repertori de ball prové de slide i "reels" d'Escòcia i Irlanda, de vegades de manera inalterada, de vegades fent versions tradicionals que s'adapten a cultures com la de Quebec. Aquesta classe de música es toca amb instruments acústics, com el violí, banjo, guitarra i contrabaix; altres instruments inclouen el piano, acordió, concertina i dulcimer, popular d'algunes regions. En algunes comunitats on aquesta dansa ha sobreviscut, la forma predominant de la música ve de cançons populars dels anys 1930, 1940 i 1950, on es tocaven instruments com saxòfons, tambors, i guitarres elèctriques. Els tempos poden variar entre els 108 a més de 150 bpm, depenent de l'estil.
L'square dance occidental modern es balla amb una diversitat de músiques, des del pop tradicional als musicals de Broadway o country contemporani—fins i tot rock, Motown, techno i hip-hop. Normalment s'utilitzen enregistraments, perquè el temps és més constant que amb la música en directe, i en el ball modern el tempo es mou entre 120 i 128 bpm. A aquesta velocitat els ballarins fan una passa per cada pulsació.

## Altres comparacions

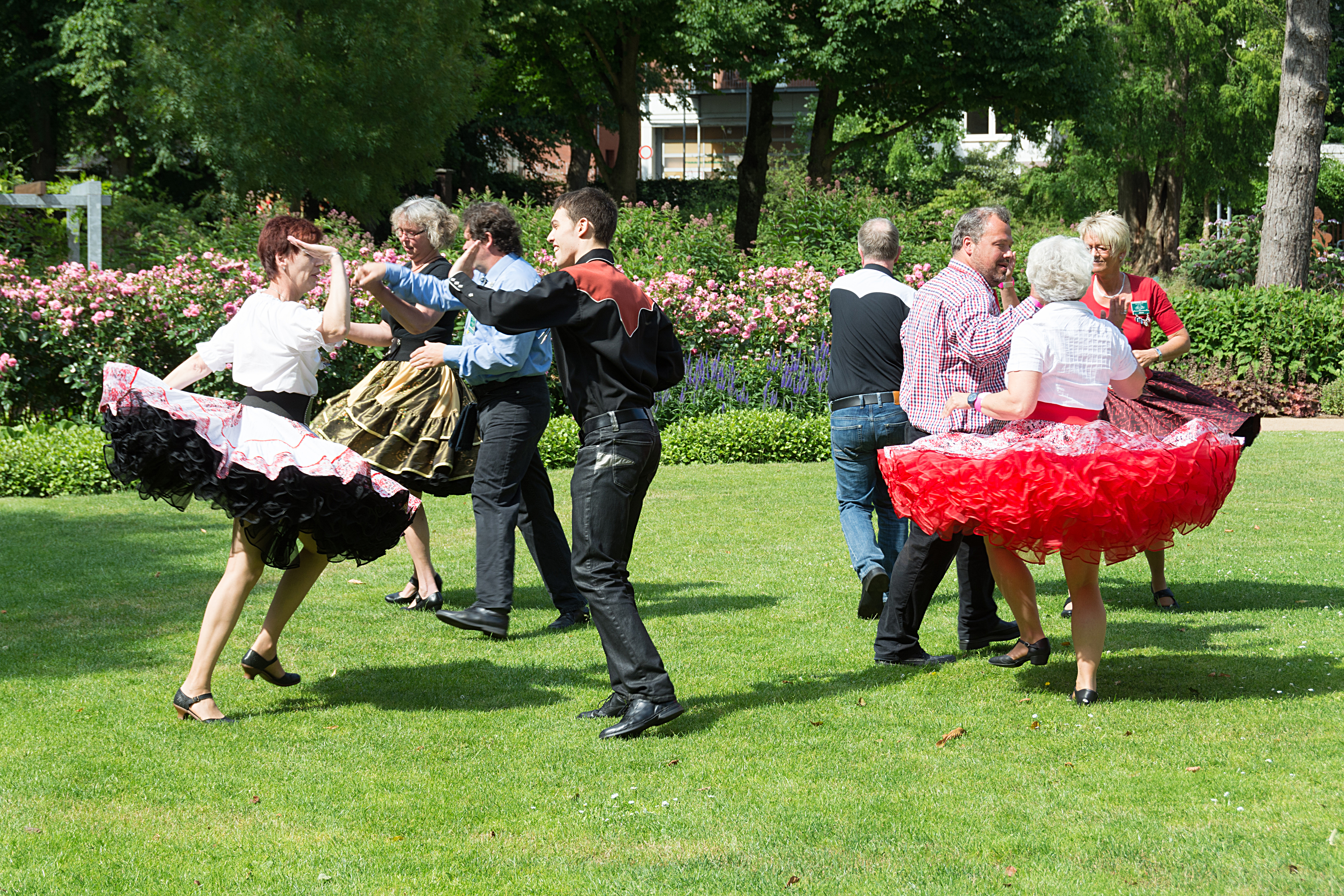
Ballarins de square dance a l'aire lliure en Schleswig-Holstein, Alemanya, el 2014

L'square dance occidental modern l'organitzen els clubs, que ofereixen classes, esdeveniment socials i balls tant per a membres com per a no membres. Els balls més importants de vegades demanen un codi estricte d'estil de vestit, que es va originar a mitjans de 1950 i principis de 1960 i és conegut com a "traditional square dance attire", tot i que abans no era considerat tradicional. Els clubs escullen amb quin codi de vestit anuncien els balls, amb les etiquetes "proper" o "casual" (sense etiqueta).
Als Estats Units, els grups de ball no tenen sovint un codi de vestimenta particular i les línies entre les formes d'square dance s'han difuminat en els últims anys. Els grups de revival tradicional típicament adopten un vestit molt casual i els coreògrafs han començat a utilitzar moviments bàsics que es van inventar per a formes modernes d'square dance i algunes anomenades occidentals modernes incorporen danses més antigues de diverses tradicions, com Nova Anglaterra o Appalachian, als seus programes.
On existeix l'square dance com a comunitat social de ball (de vegades en la forma d'un "barn ball" o un céilidh) les persones sovint vesteixen una mica més arreglades, encara que no hi hagi una roba específica.

## Variacions
Mentre la formació estàndard és quatre parelles en una àrea quadrada, hi ha moltes variacions en el tema. Aquí és alguns exemples:
- Ninepins: una àrea amb un persona extra al mig
- Winter Solstice: una àrea amb una parella extra al mig
- Hexitation: una àrea amb dues parelles a cadascuna de les posicions de cap.
- Twelve Reel: una àrea amb tres persones a cada costat, normalment un home amb dues dones, una a cada banda d'ell.
- Hexagon dancing: sis parelles organitzades en formació d'hexàgon. Hi ha tres parelles principals i tres parelles als laterals.
- Bigon: un quadrat amb quatre persones, cadascun dels quals balla la seva pròpia part i la del seu contrari. Quasi exclusivament realitzat per ballarins de nivell de desafiament a causa de la flexibilitat mental extrema requerida per comprendre aquest concepte difícil.